# Ангиография
Ангиогра́фия (греч. ἀγγεῖον — сосуд + γράφειν — писать) — класс методов контрастного исследования кровеносных сосудов, используемый в рамках рентгенографических, рентгеноскопических исследований, в компьютерной томографии, магнитно-резонансной томографии, применяемый в гибридной операционной с использованием рентгеноконтрастного вещества.

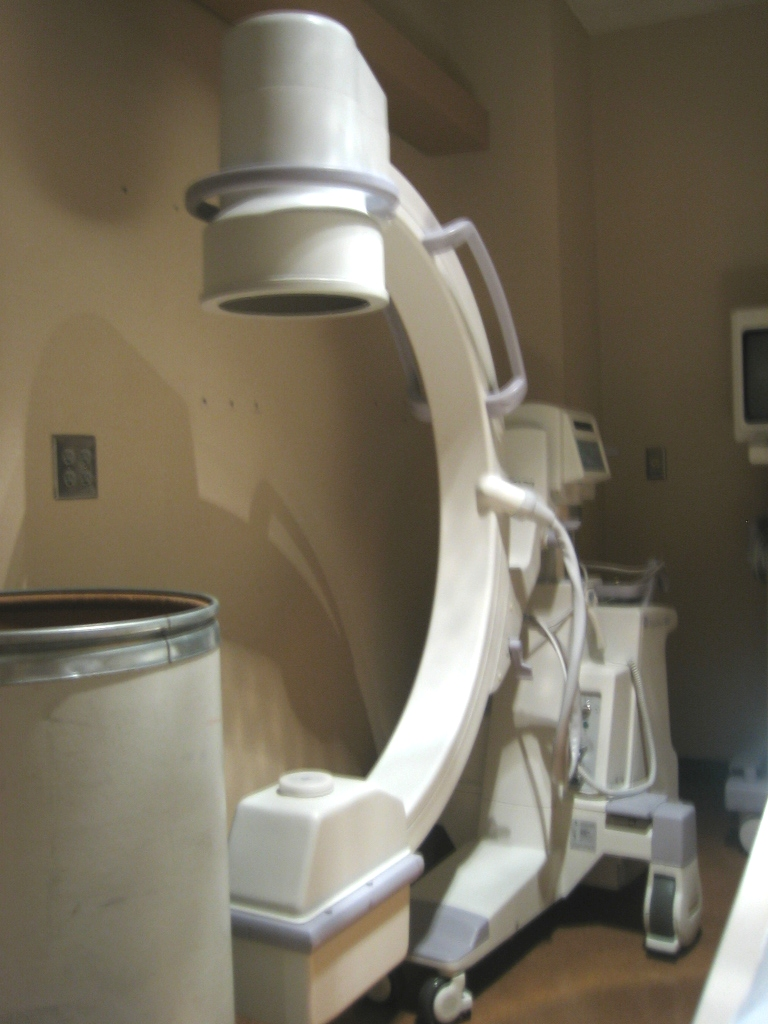
Ангиограф без стола для пациента

Ангиография показывает функциональное состояние сосудов, окольного кровотока и протяжённость патологического процесса. Исследование позволяет выявить повреждения и пороки развития кровеносных сосудов: аневризмы, сужения сосудов, мальформацию, нарушения проходимости сосудов (атеросклероз, тромбоз), а также повреждения и пороки развития различных органов, опухоли. Например, ангиограмма сосудов головного мозга со специфической картиной помогает диагностировать болезнь моямоя.

## История метода
Первые попытки исследования сердечно-сосудистой системы начались более 100 лет назад. В 1896 году в австрийские ученые С.Хашек и О.Линденталь провели первую в мире ангиографию ампутированной руки с использованием контрастного вещества на основе мела, сульфида ртути и вазелина. В 1919 году аргентинский врач Карлос Хьюсер впервые использовал йодид калия в качестве контрастного вещества при исследовании сосудов. Во втором десятилетии XX века появились стандартные методы ангиографии сосудов нижних конечностей.
Метод был впервые разработан в 1927 году португальским врачом и неврологом Эгашем Монишем в Лиссабонском университете для проведения контрастной рентгеновской церебральной ангиографии для диагностики различных видов нервных заболеваний. В 1929 году соотечественник и коллега из университета Рейналду душ Сантуш провел первую аортографию, в ходе которой исследовались аорта и ее основные ветви.
В том же году немецкий врач Вернер Форсман впервые выполнил катетеризацию правых отделов сердца и получил изображение с контрастным веществом.
В начале 1940-х годов американский врачи Андре Курнан и Дикинсон Ричардс провел более систематические измерения гемодинамики сердца. За свои исследования Курнан, Форсман и Ричардс получили Нобелевскую премию по физиологии и медицине в 1956 году.
Кубинский радиолог Фаринас в 1941 году описал метод, при котором мочевой катетер вводился в аорту через бедренную артерию.
В 1948 году шведский врач Стиг Раднер провел грудную аортографию через лучевую артерию. В 1949 году Н.Фримен и Э.Миллер выполнили хирургически церебральную артериографию, введя контрастное вещество через сонную артерию. Операция была открытая, что было существенным недостатком.
В 1952 году шведский хирург Свен Ивар Сельдингер разработал простой, безопасный и универсальный способ катетеризации артерий по проводнику, широко применяющийся и сейчас. Чрескожный доступ к артерии или вене до сих пор широко известен как метод Сельдингера.
Огромный вклад в кардиологию был сделан в 1958 году американским врачом Ф. Мэйсоном Сонсом, случайно открывшего метод коронарной ангиографии во время обычной процедуры катетеризации сердца. При введении контрастного вещества в аорту пациента Ф. Мэйсон Сонс случайно ввел краситель непосредственно в правую коронарную артерию. К его удивлению, пациент не испытал никаких побочных эффектов, а полученные изображения обеспечили первую четкую визуализацию коронарных артерий у живого пациента.
До 1980-х годов анатомическая визуализация коронарных артерий проводилась напрямую с помощью катетеризации сердца. Эра компьютерной томографии (КТ) коронарных артерий началась в конце 1990-х годов с широким внедрением однослойных спиральных КТ-систем. С появлением многосрезовых спиральных КТ-сканеров, начиная с 4-срезовых КТ-сканеров в 1998 году и до 64-срезовых КТ-сканеров в 2004 году произошло значительное улучшение пространственного и временного разрешения получаемых изображений. Это позволило исследовать клинически значимые ветви коронарных сосудов.
С тех пор как в 1974 году впервые была проведена магнито-резонансная томография, открылась возможность исследований сосудов без инвазивного вмешательства, а также без использования ионизирующего излучения в случае КТ. Естественным контрастом является движущаяся кровь. Одними из первых в 1990-х появились такие методы как времяпролетная ангиография (TOF — Time of flight) и фазово-контрастная ангиография (PC — phase contrast). Появление в 1988 году методов томографии с контрастным веществом на основе гадолиния значительно позволило значительно улучшить визуализацию мелких сосудов и зон медленного кровотока.
Сегодня компьютерная томография (КТ), магнитно-резонансная томография (МРТ) и ультразвуковое исследование (УЗИ) заменяют инвазивную катетеризацию, в большинстве случаев требуется только локальная венепункция.

## Классическое рентгенологическое исследование

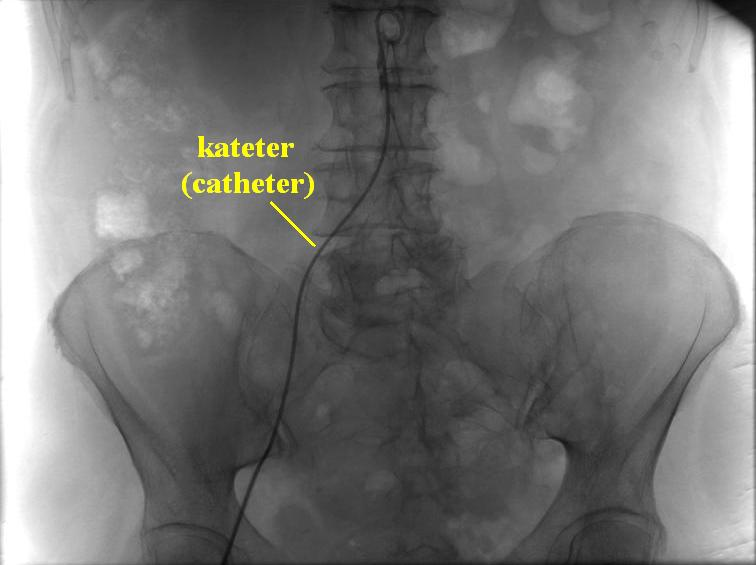
Чаще всего проводят катетеризацию бедренной артерии

Перед классической ангиографией исключается наличие противопоказаний: аллергии на контрастные вещества (как правило, йод) и анестезию, почечной, печёночной и сердечной недостаточности, нарушений системы гемостаза, дисфункций щитовидной железы, острых воспалительных и инфекционных заболеваний, психических заболеваний. Также перед исследованием необходимы флюорография, электрокардиограмма.
За две недели до исследования исключается спиртное. Для защиты почек от большого количества йода иногда перед исследованием проводится гидратация (насыщение организма жидкостью), что позволяет разбавить рентгеноконтрастное вещество и облегчить его выведение из организма. Для снижения риска развития аллергической реакции перед процедурой ангиографии назначаются противоаллергические препараты. За четыре часа до ангиографии пациенту не разрешается принимать пищу и воду. В области прокола бреют волосы.
Непосредственно при исследовании пациент укладывается на ангиографический стол, фиксируется и подключается к кардиомонитору, в вену устанавливается катетер для инъекций. Перед исследованием через катетер проводится премедикация: введение антигистаминных препаратов (профилактика аллергических реакций), транквилизаторов, анальгетиков. Исследование проводится путём пункции (прокола) сосуда с последующей катетеризацией (введением в сосуд специального катетера, через который затем будет вводиться контрастное вещество (препарат йода). Чаще всего проводят катетеризацию бедренной артерии. Все действия внутри сосуда осуществляются под контролем рентгенотелевидения. По окончании исследования на область пункции на сутки накладывают давящую повязку.
После проведения ангиографии пациенту рекомендуется при отсутствии противопоказаний пить большое количество жидкости, чтобы ускорить выведение йода и медикаментов из организма.

## Цифровые методы
КТ-ангиография — ангиографическое исследование с применением компьютерной томографии, для её проведения не требуется катетеризация артерии. Цифровая субстракционная ангиография (англ. digital subtraction angiography, DSA) — контрастное исследование сосудов с последующей компьютерной обработкой. Оно позволяет получить снимки высокого качества с выделением отдельных сосудов из общей картины, при этом можно уменьшить количество вводимого контрастного вещества и это вещество можно вводить внутривенно, не прибегая к катетеризации артерии, что менее травматично для пациента. Трёхмерная цифровая субстракционная ангиография (3D-DSA) и цветная цифровая субстракционная ангиография (Color-DSA) — методы обработки для DSA, позволяющие получить соответственно трёхмерную реконструкцию изображений с ангиографа и совместить изображение артериального кровотока, венозного кровотока и перфузии на одном изображении с применением техники цветового кодирования.
МР-ангиография — ангиографическое исследование с применением магнитно-резонансной томографии, может проводится без контрастных веществ или с применением веществ на основе гадолиния.